# 6160 Манаката
6160 Манаката (6160 Minakata) — астероїд головного поясу, відкритий 15 травня 1993 року.
Тіссеранів параметр щодо Юпітера — 3,561.